# Cantoria di Donatello
La Cantoria di Donatello è un'opera scolpita per la cattedrale di Santa Maria del Fiore di Firenze ed oggi conservata nel Museo dell'Opera del Duomo, davanti all'altra cantoria di Luca della Robbia. Considerata un capolavoro del primo rinascimento fiorentino, fu scolpita tra il 1433 e il 1438 ed è grande 348x570x98 cm.

## Storia
In vista della consacrazione della cattedrale le maestranze dell'Opera, che sovrintendevano alla costruzione, affrettarono nei primi decenni del XV secolo il completamento della decorazione interna ed esterna, almeno nelle parti più essenziali.
Per ospitare i coristi addetti ai canti liturgici e il nuovo organo maggiore, ordinato a Matteo da Prato nel 1432, venne deciso di costruire due cantorie o "pergami" nel presbiterio, che stessero simmetricamente in posizione rialzata ai lati dell'altare maggiore, uno sulla porta della sagrestia dei Canonici e uno su quella della sagrestia delle Messe.
La prima ad essere menzionata nei documenti è quella per il lato della Sagrestia delle Messe (a sinistra), commissionata a Luca nel 1431. Il 14 novembre 1433 venne allogata anche la seconda cantoria della Sagrestia dei Canonici a Donatello, stabilendo un compenso di 40 fiorini a pezzo, se fosse venuta altrettanto bene come quella di Luca della Robbia, ma con la possibilità di arrivare a 50 se "di più perfezione possa avere". Lo scultore era da poco rientrato dal suo secondo viaggio a Roma (1432-1433), dove aveva potuto studiare le rovine imperiali, ma anche le opere paleocristiane (come i sarcofagi a colonne) e i mosaici medievali, cofani eburnei bizantini, esperienze che vennero tutte utilizzate nella creazione della cantoria.
Donatello usò una cappella all'interno del Duomo come laboratorio dove scolpire, come già aveva fatto con il San Giovanni Evangelista, assistito da maestranze che l'Opera gli aveva messo a disposizione.
Nel 1438 i documenti ricordano il lavoro come quasi completato, mancando solo una delle teste bronzee per i pannelli sotto il mensolone centrale, per la quale Donatello ricevette 300 libbre di bronzo (circa 30 chili). Nel 1446 si fece una stima per il pagamento finale dell'opera e venne valutata 886 fiorini (molto più dei 382 dati a Luca), che Donatello poteva ritirare presso il banco di Cosimo de' Medici, al netto degli acconti, solo sei mesi dopo aver gettato la fusione delle porte bronzee della sacrestia dei Canonici, commissionate nel 1437 ma di fatto mai eseguite. Probabilmente in seguito Donatello trovò comunque il modo di farsi saldare facendo rivedere gli accordi.

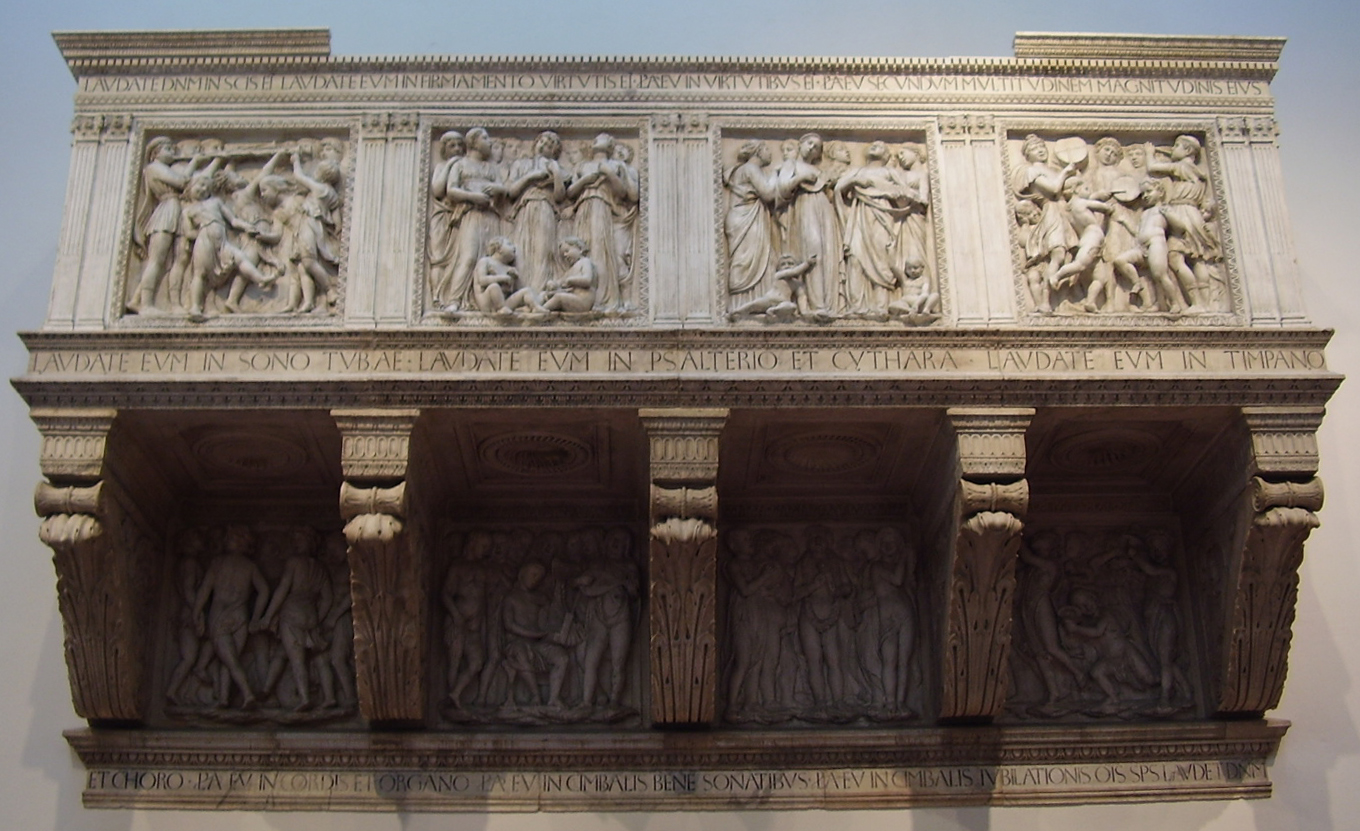
La cantoria di Luca della Robbia

Vasari cita due putti in bronzo di Donatello che si trovavano sulla cantoria di Luca della Robbia, che non è chiaro se fossero originariamente collocati sulla sua cantoria. Essi sono in genere identificati con i due putti del Museo Jacquemart-André di Parigi.
Nel 1688, per le nozze del Gran Principe Ferdinando de' Medici con Violante di Baviera, l'intera cattedrale venne addobbata con grande sfarzo barocco e le due cantorie, giudicate troppo piccole e fuori moda, vennero smontate e depositate nei locali dell'Opera, tenendo però le basi e i mensoloni come sostegno di due nuove, enormi cantorie lignee intarsiate. Nel XIX secolo, durante i lavori generali di ristrutturazione e selezione delle opere nella cattedrale, diretti da Gaetano Baccani, vennero rimosse anche le parti restanti e montate due semplici cantorie in pietra tuttora visibili.
Le cantorie nel XIX secolo furono al centro di numerose proposte di ricomposizione e musealizzazione: vennero esposte per tempi più o meno lunghi agli Uffizi e al Bargello, mentre si avvicendavano controverse proposte di riassemblaggio, magari al loro posto in Duomo.
Nel 1887 venne infine deciso di dedicare loro un nuovo museo, il Museo dell'Opera del Duomo, realizzato dall'architetto Luigi del Moro, dove potessero essere ammirata accanto ad altre opere provenienti dalla cattedrale, dai monumenti satellite e dai depositi dell'Opera, che si andò via via arricchendo nei decenni successivi. Nel 1891 la cantoria arrivò al museo, venne rimontata, restaurata e reintegrata con piccoli interventi trascurabili con conclusione dei lavori al 1895.

## Descrizione e stile

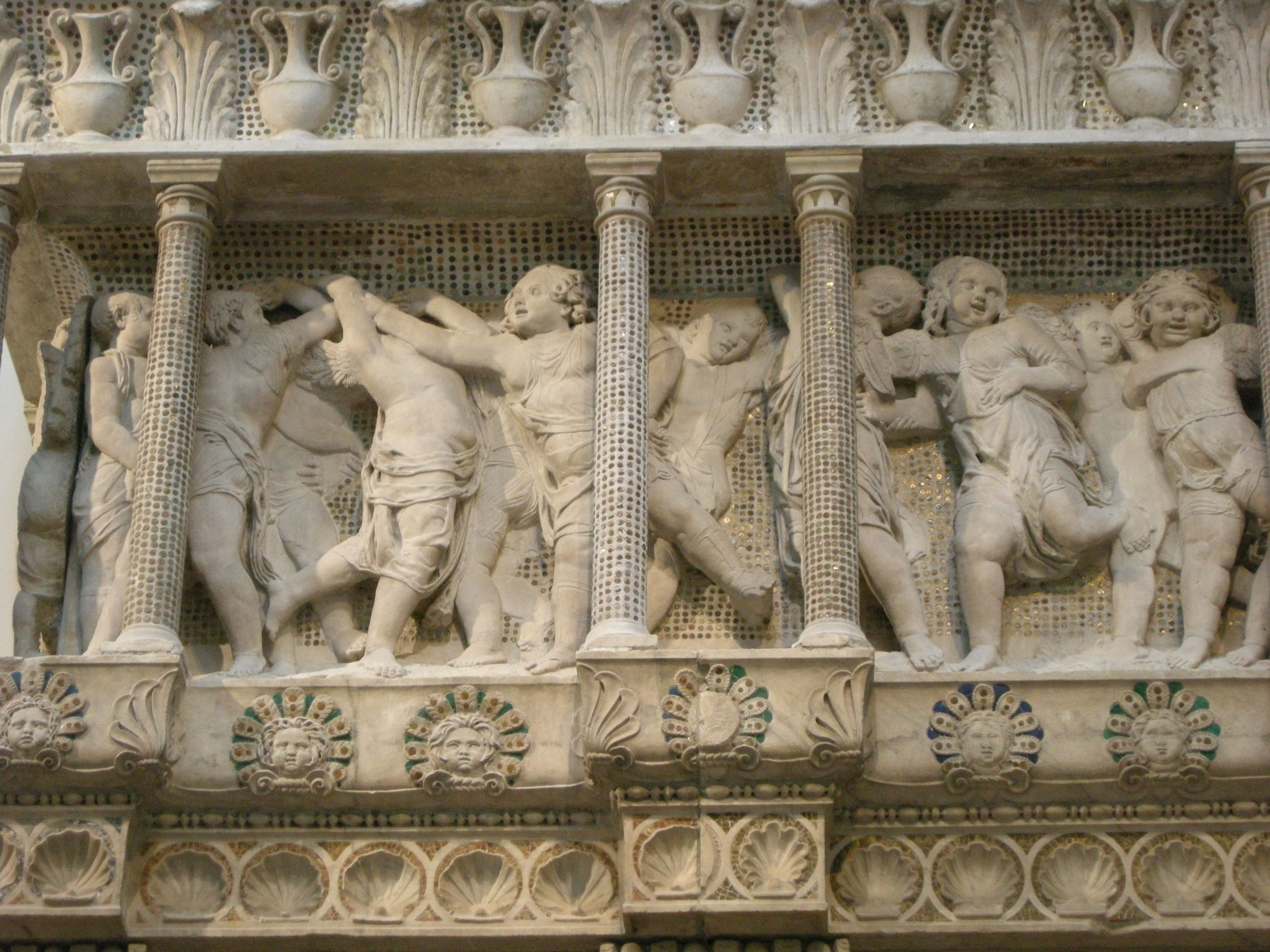
Il fregio

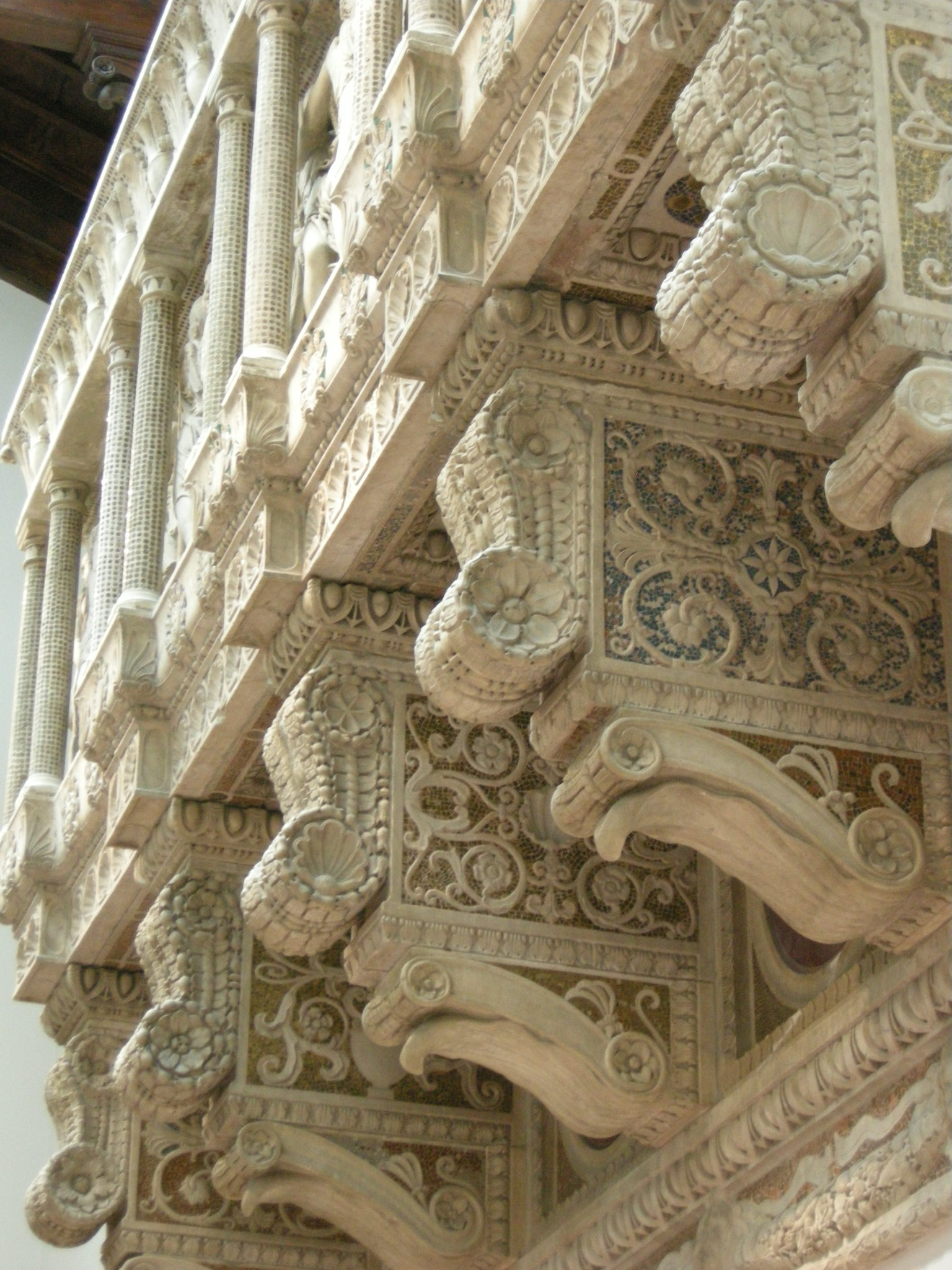
Le mensole

La posizione originale della cantoria su una parete sud, nella posizione riservata alla parte iniziale delle storie di Cristo, la collocava in una perenne penombra, simile a quella dedicata ai sarcofaghi romani, dove per la prima volta erano emerse figure angeliche, tanto da far pensare al soggetto iconografico della Strage degli innocenti. Per questo lo scultore cercò di valorizzare al massimo la poca luce disponibile e, ispirandosi ora al mausoleo di santa Costanza ora alla facciata del Duomo di Firenze, risalente a Arnolfo di Cambio, decise di proporre intarsi a marmi policromi ravvivati da uno sfondo reso vibrante da tessere di mosaico colorato e a fondo oro.
L'architettura della cantoria è rigorosamente geometrica: un parallelepipedo di altezza uguale ai cinque mensoloni che lo sorreggono genera un rettangolo ideale bipartito. Ad ogni mensola corrispondono due colonnine sul parapetto, che sono staccate dallo sfondo e sostengono un architrave sporgente, creando una sorta di porticato-palcoscenico, dietro il quale corre il fregio dei putti danzanti. Anche Donatello, su suggerimento dell'operaio dell'Opera Neri Capponi, si ispirò a un salmo per la decorazione, forse il 148 o il 149 dove si allude alla danza come espressione di gioia spirituale.
I rilievi del fregio sono continui e mostrano una frenetica danza ripresa da sarcofagi e rilievi romani con temi dionisiaci, come i due rilievi di genietti danzanti oggi nelle collezioni archeologiche degli Uffizi. La danza di Donatello è composta come un girotondo continuo che si svolge su due piani sovrapposti ma in direzione opposta: le figure in primo piano vanno prevalentemente verso sinistra, quelle in secondo piano verso destra. Il tutto è organizzato prevalentemente con linee diagonali, che contrastano con la partitura orizzontale e verticale dell'architettura della cantoria facendo scaturire uno straordinario dinamismo dai contrasti, che esalta il movimento come un liberarsi gioioso delle energie fisiche. I putti, raffigurati nelle posizioni più varie, in accordo con la teoria della varietas di Leon Battista Alberti, sembrano lanciati in una corsa che nemmeno la partitura architettonica frena (come nel pulpito di Prato), ma anzi la esalta. Inoltre lo sfavillante balenio delle paste vitree dello sfondo, più ricche e colorate di quelle dell'opera pratese, accentua il senso di movimento e la varietà fantasiosa degli elementi decorativi, anche sul parapetto, sulla base e sulle mensole. Niente di più diverso dalla serena e pacata compostezza classica dell'opera gemella di Luca della Robbia: è stato detto che se Luca è "apollineo", Donatello è "dionisiaco".
Ma il rilievo di Donatello va anche oltre il modello classico, condensando una serie più ampia di stimoli e usando una tecnica sperimentale, che tratta le figure di getto senza troppi rifinimenti, lasciandole volutamente "grezze", che venne sviluppata nel non finito di Michelangelo. Il Vasari scrisse che Donatello eseguì "le figure in bozze, le quali a guardarle di terra paiono veramente vivere e muoversi".
Negli spazi tra mensola e mensola Donatello inserì ai lati due rilievi con coppie di putti, e al centro due teste protome in bronzo dorato, derivate probabilmente da un modello classico oggi sconosciuto e legate probabilmente a un significato simbolico che non è stato ancora individuato.